# Ramanagara (distrikt)
Ramanagara är ett distrikt i Indien.   Det ligger i delstaten Karnataka, i den södra delen av landet, 1 800 km söder om huvudstaden New Delhi. Antalet invånare är 1 082 636. Arean är 3 556 kvadratkilometer. Ramanagara gränsar till Bangalore Rural.
Terrängen i Ramanagara är kuperad åt nordost, men åt sydväst är den platt.
Följande samhällen finns i Ramanagara:
- Rāmanagaram
- Channapatna
- Kanakapura
- Māgadi